# Lokele (langue)
Pour les articles homonymes, voir Khy.
Le lokele est une langue bantoue parlée par les Lokele en République démocratique du Congo.